# Rock coreano
Rock coreano (Hangul: 한국의 록) também conhecido pela abreviatura K-rock, é a música rock proveniente da Coreia do Sul. Possui raízes no rock estadunidense, que foi importado para a Coreia do Sul através dos soldados estadunidenses, que lutaram na Guerra da Coreia e que após a guerra, se estabeleceram em bases militares dos Estados Unidos no país. Dessa forma, músicos locais tinham oportunidades de aprender sobre o rock estadunidense e tocá-lo no palco para os soldados. Como resultado, muitas bandas de rock coreanas surgiram, sendo chamadas de Bandas vocais ou Sons de grupo, que começaram suas carreiras musicais na década de 1960. Sob a administração militar na década de 1970, a música rock e sua subcultura foram classificadas como uma cultura jovem depravada e restrita. Entretanto, após a Quinta República da Coreia do Sul, as políticas de censura sob o governo militar foram abolidas e o rock tornou-se um gênero dominante na Coreia do Sul até o final da década de 1980. Atualmente, o rock não é o gênero principal do mercado musical sul-coreano, porém, ainda ocupa uma grande parcela do consumo musical do país.

## História

### 1950–1960: Início em base militar e primeiros músicos
O gênero rock foi trazido para a Coreia do Sul em 1950 por soldados estadunidenses que lutaram na Guerra da Coreia. Depois que a guerra terminou em 1953, muitos soldados estadunidenses permaneceram na Coreia do Sul, se estabelecendo em bases militares, onde músicos e cantores locais se apresentavam. Em 1957, o primeiro guitarrista de rock da Coreia do Sul, Shin Jung-hyeon, estreou em uma base militar dos Estados Unidos. Shin, que veio a ser conhecido como o "Padrinho do rock" do país, disse mais tarde que o rock coreano nasceu em bases militares dos Estados Unidos. Um grupo feminino chamado The Kim Sisters estreou no palco da base militar dos Estados Unidos e depois iniciou sua carreira musical nos Estados Unidos.
Em 1962, Shin Jung-hyeon formou a primeira banda de rock coreana, a Add4. Logo depois, outras bandas conhecidas como músicos de "Group sounds", surgiram, incluindo HE6, K'okkiri Brothers e Key Boys, este último melhor conhecido por "Let's Go to the Beach". Estes músicos de group sounds de meados da década de 1960, foram fortemente influenciados pelo rock estadunidense e britânico da época. No entanto, em vez de se apresentarem exclusivamente em bases militares dos Estados Unidos, eles passaram a se apresentar para o público sul-coreano. Durante a primeira geração de músicos de rock coreanos, a Coreia do Sul estava sofrendo uma ditadura militar totalitária e a atmosfera social sob a administração do presidente Park Chung-hee, era considerada conservadora e fechada, a cultura hippie e o rock, que eram representativos da cultura jovem, eram alvo de repressão. Ainda durante a década de 1960, enquanto os países ocidentais e o Japão, eram dominados por uma nova revolução cultural jovem com o rock, a Coreia do Sul estava longe de fazer parte da moda.

### 1970–1980: Censura e auge de popularidade
Durante a década de 1970, a música foi fortemente censurada pela administração do presidente Park Chung-hee. Shin Jung-hyeon foi preso por acusações de posse de drogas. Já Han Dae-soo mudou-se para Nova Iorque, nos Estados Unidos, em um autoexílio, após dois de seus álbuns serem proibidos pelo governo. A prisão de Shin retardou a produção do rock coreano, mas outros artistas surgiram, como a banda Sanulrim, que estreou no cenário em meados dos anos 1970, antes que a dance music dominasse a música popular coreana na década seguinte. 
Desde a década de 1970, com a disseminação do fonógrafo para famílias de classe média, a distribuição de música estrangeira pirata e a popularidade dos gêneros rock e pop em cafés de música, fez com que o número de fãs de rock aumentasse e a base da cultura da música rock começasse a crescer. Embora houvesse muito mais oportunidades de se ouvir rock original ocidental, a censura do governo ainda era rigorosa, impedindo que as atividades criativas fossem livres.
Na década de 1980, a cena do rock foi dominada pelo gênero heavy metal, em particular por bandas como Boohwal, Baekdoosan e Sinawe, conhecidos coletivamente como Big 3. A jovem geração sul-coreana que cresceu ouvindo o rock no início dos anos setenta, tornaram-se estudantes universitários ou adultos, resultando em membros de bandas Sons de grupo, que levou a uma mania nos anos oitenta. Além disso, destacou-se durante o período a banda de hard rock Magma, que apareceu no festival de música de faculdade, dessa forma, hard rock e heavy metal também estavam ganhando atenção na Coreia do Sul, devido ao aparecimento do Magma. A partir de então, as bandas representativas dos anos oitenta, Baekdusan, Boohwal e Sinawe, passaram a ser chamadas de Trio de bandas de rock coreano. Festivais de música também atraíram a atenção de bandas de rock que sucederiam Magma, como T-sams em 1987 e Infinite Track em 1988. 
Ainda durante a década de 1980, o rock coreano experimentou seu período de maior popularidade, período no qual a censura foi um pouco facilitada em comparação com a administração de Park Chung-hee. O rock chegou o mais próximo do mainstream da música pop coreana, com bandas no topo de programas de música televisivos e em rádios públicas. 

### 1990–presente: Ascensão de subgêneros e uso na mídia
A música rock foi revivida no início dos anos 1990 com a democratização, após a presidência de Roh Tae-woo. À medida que as informações fluíam mais livremente no país, os jovens coreanos foram expostos a décadas de música popular estrangeira em um curto espaço de tempo, e alguns começaram a formar bandas. Duas das primeiras bandas foram Crying Nut e No Brain, que apresentaram ao país uma variedade de novos gêneros em uma mistura local chamada de "Chosun Punk", liderada pelo selo indie Drug Records, que também gerenciava o Club Drug. Com o aumento da globalização e do acesso à internet, o cenário musical se diversificou e incorporou mais estilos musicais. O final da década de 1990 viu uma crescente diversidade de influências musicais, à medida que bandas mais jovens como Rux surgiram e The Geeks, que introduziram o straight edge hardcore punk a Coreia do Sul. O Ska punk foi outra forte influência inicial, produzindo bandas como Lazybone e Beach Valley. Em 2006, Skasucks formou e liderou o movimento ska punk no país.
A segunda onda do heavy metal coreano iniciou-se na década de 1990. Enquanto bandas de metal como Crash (1989), Seed (1996) e Sad Legend (1996) tocavam thrash metal e death metal em salas de concerto e clubes menores como o Metallica em Shinrim-dong e Drug em Hongdae, havia outros gêneros mais pesados que apareceriam na Coreia do Sul. Graças à internet, subgêneros de metal como black metal e grindcore influenciaram bandas como Kalpa (1996), Oathean (1996), Dark Mirror ov Tragedy (2003) e Mangani (2013). Enquanto o som de algumas bandas foi influenciado por suas contrapartes estrangeiras, outras bandas adicionaram elementos coreanos ao seu som. Alguns dos exemplos disso ocorreram com Dokaebi (Hangul: 도깨비) uma banda de death metal com canto coreano, Gostwind, uma banda de metal progressivo e utilização de instrumentos tradicionais coreanos e Bamseomhaejeokdan (Hangul: 밤섬해적단), que mistura grindcore com tópicos coreanos. Festivais de rock foram iniciados durante o período como o Dongduceon Rock Festival (1999) e o Busan Rock Festival (2000). Os concertos underground normalmente ocorrem em Seul, nas áreas de Hongdae e Mullae-dong, Busan e Daegu.
Nos anos 2000, os meios de comunicação coreanos começaram a produzir séries de televisão sobre rock. A Korean Broadcasting System (KBS) produziu uma série dramática musical de quatro episódios intitulada Rock, Rock, Rock em 2010, baseada na vida do fundador da Boowhal, Kim Tae-won. Em 2013, a Arirang TV produziu uma série de treze episódios chamada Rock on Korea, apresentada por Kim Do-kyun, guitarrista do Baekdooson, que narra o cenário do rock na península sul-coreana desde a década de 1960 até as bandas de rock atuais que se apresentam em clubes coreanos. Em 2018, os expatriados dos Estados Unidos Ian Henderson e Michael O'Dwyer produziram o documentário K-Pop Killers,  onde a cena do metal extremo sul-coreano é abordada em detalhes. 

## Festivais de rock coreano
- Asia Song Festival
- Busan Rock Festival
- Dongducheon Rock Festival
- ETPFEST
- Incheon Korean Music Wave
- Itaewon Global Village Festival
- Jisan Valley Rock Festival
- Pentaport Rock Festival
- Ssamzi Sound Festival
- Summer Breeze
- Supersonic Festival

## Artistas

### Solistas
- Cho Yong Pil
- Han Dae Soo
- Jung Joon Young
- Kim Jae Joong
- Kim Jong Seo
- Kim Kyung Ho
- Kim Sa Rang
- Kris Leone
- Park Wan Kyu
- Seo Taiji
- Seomoon Tak
- Shin Jung Hyeon
- Yim Jae Bum
- Yoari

### Bandas
| - 10 cm - 24Hours - Achime - Amor Fati - Apollo 18 - Angel Heart - Biuret - The Black Skirts - Bluedawn - Boohwal - Brunch - Bulldog Mansion - Busker Busker - Bursters - Cherry Filter - CNBLUE - Crash - Crying Nut - Day6 - DickPunks - Drug Restaurant - Dreamcatcher - Dog (도그) - Eve (Korean band)\|Eve - Fatal Fear - F.T. Island - Galaxy Express - The Geeks - Glen Check - Goonamguayeoridingstella - Guckkasten - Guyz - HarryBigButton - Hyukoh - IZ - Jambinai - Jaurim - Koreana | - Loveholics - M&D - Marmello - N.EX.T - N. Flying - Nell - Nemesis - No Brain - Nunco Band - Oathean - Oh! Brothers - Onewe - Onnine Ibalgwan - Pure (퓨어) - Pia - The RockTigers - The Rose - Romantic Punch - Royal Pirates - Rumble Fish - Rux - Sanulrim - Seoul Electric Band - Sinawe - Skasucks - Sprinkler - The Strikers - TRAX - Vanilla Unity - Vassline - Vibe - Vrose - Yada - YB |